# Marcelina Darowska
Marcelina Darowska, C.S.I.C. (16. ledna 1827, Shulyaki – 5. ledna 1911, Jalovec) byla polská římskokatolická řeholnice, zakladatelka a členka kongregace Sester Neposkvrněného Početí Panny Marie. Katolická církev ji uctívá jako blahoslavenou.

## Život

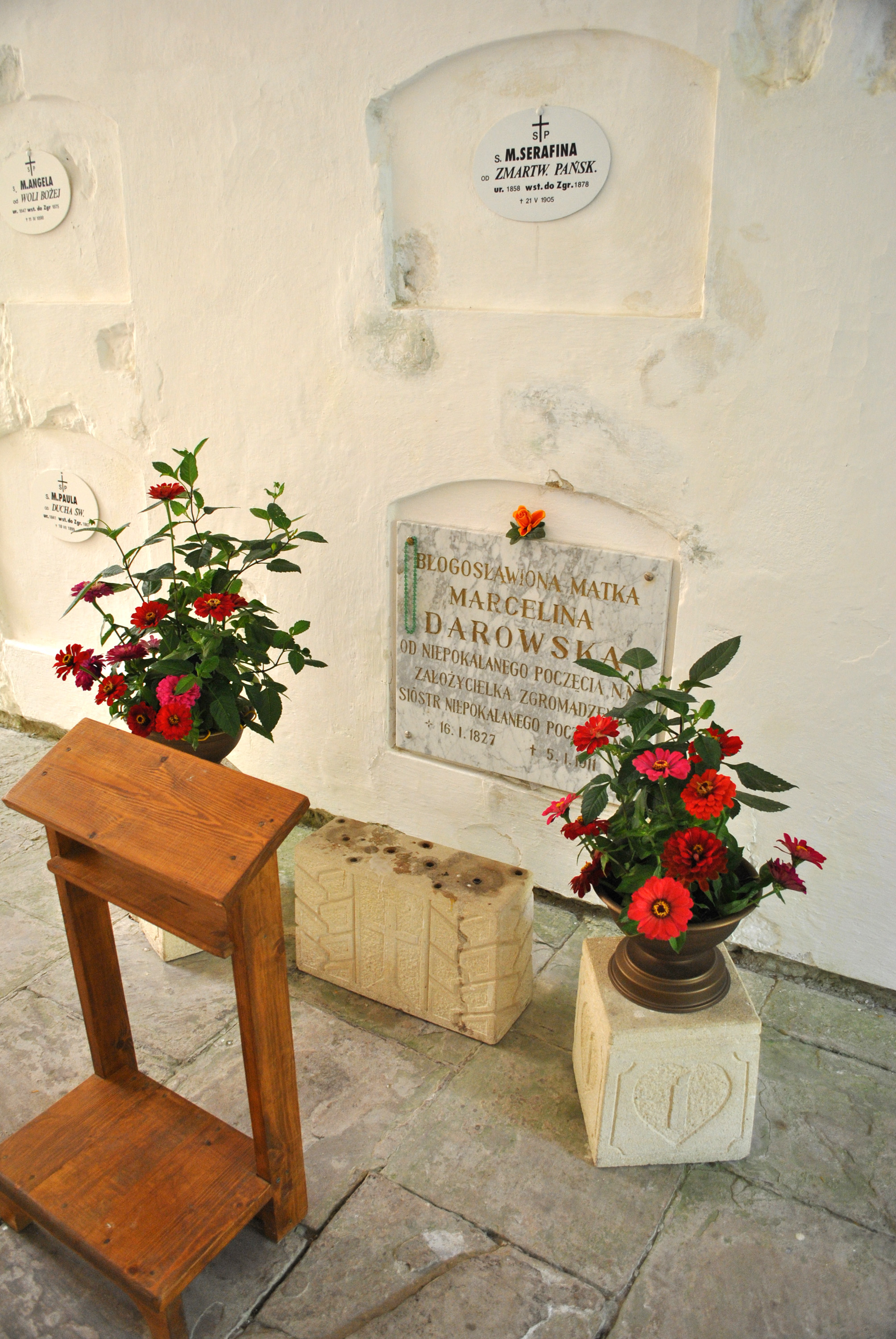
Její hrobka v řeholním domě v Jalovci

Narodila se dne 16. ledna 1827 ve vesnici Shulyaki u města Žaškiv do šlechtické rodiny. Její rodiče Jan a Maksymilia Kotowiczovi byli bohatí majitelé půdy. Tři roky navštěvovala školu v Oděse, než začala pracovat na farmě svého otce. Roku 1837 přijala své první svaté přijímání.
Před svou smrtí jí její otec slíbil, že se vdá a založí rodinu. Dne 2. října 1849 se provdala za podolského statkáře Karola Darowského, za kým se přestěhovala do Tetijivi a se kterým měla syna Józefa (*1850) a dceru Karolinu (*1852). Její manžel však zemřel na tyfus tři roky po svatbě roku 1852 a rok nato zemřel na záškrt i její syn. Zatěžkaná těmito traumaty odcestovala do Berlína, pak do Paříže a nakonec do Říma, kam přijela 11. dubna 1853. V Římě se setkala s redemptoristickým knězem Hieronim Kajsiewiczem, který se stal jejím duchovním vůdcem. Dne 12. května 1854 před ním složila soukromé sliby čistoty a poslušnosti. Seznámila se s Józefou Karskou, která se stala její blízkou přítelkyní.
Po roce a půl pobytu v Římě se vrátila k příbuzným, kteří měli dočasně v péči její dceru. Při její výchově pak musela čelit řadě těžkostí. Při správě svého panství se věnovala sociální a vzdělávací činnosti mezi zde pracujícími rolníky. Za účelem vzdělávání chudých žen se rozhodla založit novou ženskou řeholní kongregaci.
Ve věku 27 let se vrátila do Říma, kde s otcem Hieronim Kajsiewiczem a Józefou Karskou kongregaci Sester Neposkvrněného Početí Panny Marie v roce 1857 založila. Když její spolupracovnice Józefa Karska v roce 1860 zemřela na tyfus, stala se generální představenou jí založené rozrůstající se kongregace. Dne 3. ledna 1861 složila své řeholní sliby. V roce 1863 přestěhovala svoji řeholní komunitu do Jalovce ve lvovské arcidiecézi. V darovaném paláci Poniatowských poblíž ruin místní pevnosti zřídila řeholní dům své kongregace a střední školu pro dívky. Toto místo se brzy stalo významným duchovním a kulturním centrem. Jí založené kongregaci, která se pod jejím vedením rychle rozrůstala, bylo roku 1874 uděleno definitivní papežské schválení a požehnali ji mj. arcibiskupové sv. Zygmunt Szczęsny Feliński a August Hlond. Později otevřela další školu v Jarosławi a poté v dalších oblastech.
Dne 16. června 1907 si zlomila stehenní kost a musela být několik týdnů upoutána na lůžko. Dne 15. října 1910 utrpěla mrtvici a ochrnula. Zemřela dne 5. ledna 1911 v Jalovci ve věku 83 let obklopena sestrami ze své kongregace a také dcerou, vnoučaty a pravnoučaty. Její ostatky spočívají v klášterní hrobce v Jalovci.

## Úcta
Dne 15. prosince 1994 ji papež sv. Jan Pavel II. podepsáním dekretu o jejích hrdinských ctnostech prohlásil za ctihodnou. Dne 25. června 1996 byl uznán zázrak na její přímluvu, potřebný pro její blahořečení.
Blahořečena pak byla dne 6. října 1996 na Svatopetrském náměstí papežem sv. Janem Pavlem II.
Její památka je připomínána 5. ledna. Bývá zobrazována v řeholním oděvu.